# هیراته هیروهیده
هیراته هیروهیده (به ژاپنی: 平手汎秀 Hirate Hirohide); ۱۵ ژانویهٔ ۱۵۵۳ – ۲۵ ژانویهٔ ۱۵۷۳) سامورایی در دوره سنگوکو در خدمت خاندان اودا اهل ژاپن بود.